# Pokret nesvrstanih
Pokret nesvrstanih je međunarodna organizacija koja danas broji 120 zemalja članica koje su smatrale sebe službeno neujedinjene s jednim ili protiv jednog od većih blokova. Svrha organizacije, kako piše u Havanskoj deklaraciji iz 1979. je osigurati nacionalnu neovisnost, suverenitet, teritorijalni integritet i osiguranje nesvrstanih zemalja u njihovoj borbi protiv imperijalizma, kolonijalizma, neokolonijalizma, apartheida i rasizma, uključujući i cionizam i sve oblike strane agresije, okupacije, dominacije, miješanja i hegemonije, kao i protiv blokovske politike. Pokret se fokusirao na nacionalne borbe za neovisnost, iskorjenjivanje siromaštva, ekonomski razvoj i suprotstavljanje kolonijalizmu, imperijalizmu i neokolonijalizmu. Zemlje članice su predstavljale 55 % siromašnog stanovništva Zemlje, većinu vlada na svijetu i skoro dvije trećine članica Ujedinjenih naroda.
Važniji članovi su bili SFR Jugoslavija, Indija, Egipat i Južnoafrička Republika. Brazil nije bio stalni član Pokreta, ali je kao država dijelila mnogo ciljeva s pokretom i često je slala promatrače na konferencije pokreta. Iako je namjeravano da organizacija bude blizak savez kao NATO i Varšavski pakt, imala je malo jedinstva i mnoge od njezinih članica su bile u savezu s jednom ili drugom velikom silom. Primjerice, službeno nesvrstana Kuba je bila u savezu sa Sovjetskim Savezom tijekom čitavog hladnog rata, kao i Indija, koja je mnogo godina bila zajedno sa Sovjetima u borbi protiv Kine. Pokret se slomio kada je Sovjetski Savez napao Afganistan 1979. godine. Dok su neke države podržavale sovjetsku invaziju, ostale članice Pokreta su se protivile napadu.
Pokret nesvrstanih se bori za nalaženje smisla nakon kraja hladnog rata. Zemlje sljednice SFR Jugoslavije pokazale su malo zanimanja za Pokret nakon raspada te zemlje. Malta i Cipar prestali su biti članice Pokreta 2004. godine, ulaskom u Europsku uniju.
Jedina preostala država članica Pokreta u Europi je Bjelorusija. Novije su članice Turkmenistan, Bjelorusija i Dominikanska Republika, Bosna i Hercegovina i Kostarika su 1995. i 1998. odbijene u svojim zahtjevima za članstvo. Najnovije su članice Azerbajdžan i Fidži, koje su postale članicama u svibnju 2011.

## Nastanak Pokreta
Termin "Nesvrstani" je prvi upotrijebio indijski premijer Džavaharlal Nehru tijekom svog govora 1954. u Colombu, Šri Lanka. Nehru je u tom govoru opisao pet osnovnih zakona koji su korišteni kao vodilje u kinesko - indijskim odnosima, a koje je prve smislio ondašnji kineski premijer Zhou Enlai. Nazvani »pet principa miroljubive koegzistencije« ili panča-šila, ovi će principi poslije poslužiti kao osnova Pokreta nesvrstanih. Tih pet principa su:
- uzajamno poštovanje teritorijalnog integriteta i suvereniteta,
- uzajamno nenapadanje,
- uzajamno nemiješanje u unutrašnje poslove,
- jednakost i uzajamna korist, te
- miroljubiva koegzistencija.

Podrijetlo Pokreta nesvrstanih se može pratiti do konferencije održane u Bandungu, Indonezija, 1955. Svjetski nesvrstani narodi su izrazili svoju želju da ne budu uvučene u ideološke sukobe Istoka i Zapada u hladnom ratu. Bandung je bio značajna prekretnica za razvoj pokreta kao političke organizacije. Već sljedeće godine, potpisivanjem Brijunske izjave, Pokret nesvrstanih je službeno postao svjetska organizacija.
No, tek 6 godina kasnije, u rujnu 1961., uz veliku zaslugu Josipa Broza Tita, održana je prva službena konferencija Pokreta nesvrstanih. Uz Tita i Nehrua, drugi istaknuti svjetski lideri koji su sudjelovali u stvaranju Pokreta nesvrstanih su egipatski predsjednik Gamal Abdel Nasser i njegov indonezijski kolega Sukarno, te predsjednik neovisne Gane Kwame Nkrumah.
Pokret je izgubio kredibilitet tijekom sedamdesetih kada je kritiziran da u njemu postoje dominantne države i one koje su prijateljske Savezu Sovjetskih Socijalističkih Republika. Dok su vođe poput Tita, Nassera, Sukarna ili Nehrua mogli predstavljati ideologiju nesvrstanosti, vođe poput Fidela Castra su kompromitirali cijeli projekt.

## Države članice
| 1. Afganistan 2. Alžir 3. Angola 4. Antigva i Barbuda 5. Azerbajdžan 6. Bahami 7. Bahrein 8. Bangladeš 9. Barbados 10. Belize 11. Benin 12. Bjelorusija 13. Bocvana 14. Bolivija 15. Brunej 16. Burkina Faso 17. Burundi 18. Butan 19. Čad 20. Čile 21. DR Kongo 22. Dominika 23. Dominikanska Republika 24. Džibuti 25. Egipat 26. Ekvador 27. Ekvatorska Gvineja 28. Eritreja 29. Etiopija 30. Fidži 31. Filipini 32. Gabon 33. Gambija 34. Gana 35. Grenada 36. Gvajana 37. Gvatemala 38. Gvineja 39. Gvineja Bisau 40. Haiti 41. Honduras |  | 1. Indija 2. Indonezija 3. Irak 4. Iran 5. Istočni Timor 6. Jamajka 7. Jemen 8. Jordan 9. JAR 10. Kambodža 11. Kamerun 12. Kapverdski Otoci 13. Katar 14. Kenija 15. Kolumbija 16. Komori 17. Republika Kongo 18. Kuba 19. Kuvajt 20. Laos 21. Lesoto 22. Libanon 23. Liberija 24. Libija 25. Madagaskar 26. Malavi 27. Maldivi 28. Malezija 29. Mali 30. Maroko 31. Mauricijus 32. Mauretanija 33. Mijanmar 34. Mongolija 35. Mozambik 36. Namibija 37. Nepal 38. Nikaragva 39. Niger 40. Nigerija 41. Obala Bjelokosti |  | 1. Oman 2. Pakistan 3. Palestina 4. Panama 5. Papua Nova Gvineja 6. Peru 7. Ruanda 8. Srednjoafrička Republika 9. Saudijska Arabija 10. Sejšeli 11. Senegal 12. Sirija 13. Sijera Leone 14. Singapur 15. Sjeverna Koreja 16. Somalija 17. Sudan 18. Surinam 19. Esvatini 20. Sveta Lucija 21. Sveti Kristofor i Nevis 22. Sveti Toma i Princip 23. Sveti Vincent i Grenadini 24. Šri Lanka 25. Tajland 26. Tanzanija 27. Togo 28. Trinidad i Tobago 29. Tunis 30. Turkmenistan 31. Uganda 32. Ujedinjeni Arapski Emirati 33. Uzbekistan 34. Vanuatu 35. Venezuela 36. Vijetnam 37. Zambija 38. Zimbabve |

## Države promatračice
| 1. Argentina 2. Armenija 3. Bosna i Hercegovina 4. Brazil 5. Crna Gora 6. Hrvatska |  | 1. Kazahstan 2. NR Kina 3. Kirgistan 4. Kostarika 5. Meksiko |  | 1. Paragvaj 2. Salvador 3. Srbija 4. Tadžikistan 5. Urugvaj |

## Bivše članice
1. Argentina (država promatračica 1964., 1970.; članica od 1976. – 1992.; promatračica od 2009.)[8]
2. Burma (1970. – 1971.) i  Mijanmar (1979. – 1992.)
3. Cipar
4. Malta
5. Arapska Republika Jemen
6. Demokratska Narodna Republika Jemen
7. Jugozapadna afrička narodna organizacija (SWAPO)
8. Socijalistička Federativna Republika Jugoslavija, suspendirana 1992.[11] Od 1995. ne pojavljuje se u popisu suspendiranih članica.

## Konferencije Pokreta
Obično se konferencije Pokreta nesvrstanih odvijaju svako tri godine. Države koje su bile domaćini konferencija su SFRJ, Egipat, Zambija, Alžir, Šri Lanka, Kuba, Indija, Zimbabve, Indonezija, Kolumbija, Južnoafrička Republika i Malezija.
Prva konferencija je održana u Beogradu 1961. godine. Na njoj su bili predstavnici 25 zemalja, 11 iz Azije i Afrike zajedno s Jugoslavijom, Kubom i Ciprom.
Sljedeći sastanak je održan u Kairu 1964. godine. Na njega su došli predstavnici 46 država, dok su većina novih članova bile afričke zemlje koje su tek stekle neovisnost. Glavne teme konferencije su bile Arapsko - izraelski i Indijsko-pakistanski sukob.
Sastanak iz 1970. u Lusaki, na kojemu su sudjelovale 54 države, bio je jedan od najvažnijih pošto je pokret formirao stalnu organizaciju da bi razvijao ekonomske i političke veze. Zambijski predsjednik Kenneth Kaunda je igrao odlučujuću ulogu u ovim događajima.
Na sastanku 1973. u Algeru je uviđeno kako se pokret nosi s novim ekonomskim realnostima. Svjetski naftni šok 1973. je doveo do toga da neke članice budu značajno bogatije od drugih. Kraj povezanosti američke valute za zlato i naknadna devalvacija dolara je uklonilo jednu od najvećih pritužbi grupe.
Na sastanku iz 1979. u Havani je raspravljano o prednosti "prirodne alijanse" koju su mnogi vidjeli između Pokreta nesvrstanih i Sovjetskog Saveza. Pod vodstvom Fidela Castra, na konferenciji se raspravljalo o konceptu antiimperijalističke alijanske sa Sovjetskim Savezom. Premijer Jamajke Menli je održao dobro primljen prosovjetski govor. Među ostalim rečenicima koje je rekao nalazi se sljedeće:
- Svi anti-imperijalisti znaju da je ravnoteža snaga u svijetu nepovratno promijenjena 1917. kada je postojao pokret i čovjek u Oktobarskoj revoluciji, a Lenjin je bio taj čovjek.

Menli je također odlikovao Castra za ojačavanje snaga posvećenim borbi protiv imperijalizma na zapadnoj hemisferi.

### Mjesta i datumi sastanaka na vrhu (summita)
| redni broj | grad domaćin        | država                 | vrijeme                   | broj sudionika                                                                           |
| ---------- | ------------------- | ---------------------- | ------------------------- | ---------------------------------------------------------------------------------------- |
| 1.         | Beograd             | Jugoslavija            | 1. – 6. rujna 1961.       | 25 čl., 3 promat.                                                                        |
| 2.         | Kairo               | Egipat                 | 5. – 10. listopada 1964.  | 47 čl. i 10 promat.                                                                      |
| 3.         | Lusaka              | Zambija                | 8. – 10. rujna 1970.      | 55 čl. i 9 promat.                                                                       |
| 4.         | Alger               | Alžir                  | 5. – 10. rujna 1973.      | 75 čl., 9 promat. i 3 gostiju                                                            |
| 5.         | Colombo             | Šri Lanka              | 16. – 19. kolovoza 1976.  | 86 čl., 9 promat., 12 osloboditeljskih pokreta ili međunarodnih organizacija i 7 gostiju |
| 6.         | Havana              | Kuba                   | 3. – 9. rujna 1979.       | 98 čl., Belize u posebnom statusu, 11 promat., 11 gostiju i drugi                        |
| 7.         | New Delhi           | Indija                 | 7. – 12. ožujka 1983.     | 99 čl., 10 promat., 10 gostiju i drugi                                                   |
| 8.         | Harare              | Zimbabve               | 1. – 6. rujna 1986.       | 100 čl., 10 promat., 13 gostiju i drugi                                                  |
| 9.         | Beograd             | Jugoslavija            | 4. – 7. rujna 1989.       |                                                                                          |
| 10.        | Jakarta             | Indonezija             | 1. – 7. rujna 1992.       |                                                                                          |
| 11.        | Cartagena de Indias | Kolumbija              | 18. – 20. listopada 1995. | 105 čl., 10 promat., 4 međun. organiz., 1 osloboditeljski pokret i gosti                 |
| 12.        | Durban              | Južnoafrička Republika | 2. – 9. rujna 1998.       |                                                                                          |
| 13.        | Kuala Lumpur        | Malezija               | 20. – 25. veljače 2003.   | 116 čl.                                                                                  |
| 14.        | Havana              | Kuba                   | 11. – 16. rujna 2006.     |                                                                                          |
| 15.        | Sharm al-Shaykh     | Egipat                 | 17. – 18. rujna 2009.     | 118 čl., 17 promat., 9 org. i oslob. pokreta, te ostali gosti                            |
| –          | Bali                | Indonezija             | 23. – 27. svibnja 2011.   | ministarska konferencija                                                                 |
| –          | Beograd             | Srbija                 | 5. i 6. rujna 2011.       | obljetnička konferencija u razini ministarske                                            |
| 16.        | Teheran             | Iran                   | 26. – 31. kolovoza 2012.  |                                                                                          |
| 17.        | Porlamar            | Venezuela              | 17. i 18. rujna 2016.     |                                                                                          |

## Generalni tajnici Pokreta nesvrstanih
| Generalni tajnici Pokreta nesvrstanih |                                  |                              |                 |              |
| slika                                 | ime                              | država                       | početak mandata | kraj mandata |
|                                       | Josip Broz Tito                  | Jugoslavija                  | 1961.           | 1964.        |
|                                       | Gamal Abdel Nasser               | Ujedinjena Arapska Republika | 1964.           | 1970.        |
|                                       | Kenneth Kaunda                   | Zambija                      | 1970.           | 1973.        |
|                                       | Houari Boumédienne               | Alžir                        | 1973.           | 1976.        |
| William Gopallawa                     | William Gopallawa                | Šri Lanka                    | 1976.           | 1978.        |
|                                       | Junius Richard Jayawardene       | Šri Lanka                    | 1978.           | 1979.        |
|                                       | Fidel Castro                     | Kuba                         | 1979.           | 1983.        |
|                                       | Indira Gandhi                    | Indija                       | 1983.           | 1984.        |
|                                       | Rajiv Gandhi                     | Indija                       | 1984.           | 1986.        |
|                                       | Robert Mugabe                    | Zimbabve                     | 1986.           | 1989.        |
| Janez Drnovšek                        | Janez Drnovšek                   | Jugoslavija                  | 1989.           | 1990.        |
| Borisav Jović                         | Borisav Jović                    | Jugoslavija                  | 1990.           | 1991.        |
| Stjepan Mesić                         | Stjepan Mesić                    | Jugoslavija                  | 1991.           | 1991.        |
| Suharto                               | Suharto                          | Indonezija                   | 1992.           | 1995.        |
|                                       | Ernesto Samper Pizano            | Kolumbija                    | 1995.           | 1998.        |
|                                       | Andrés Pastrana Arango           | Kolumbija                    | 1998.           | 1998.        |
|                                       | Nelson Mandela                   | JAR                          | 1998.           | 1999.        |
|                                       | Thabo Mbeki                      | JAR                          | 1999.           | 2003.        |
| Tun Mahathir bin Mohammad             | Tun Mahathir bin Mohammad        | Malezija                     | 2003.           | 2003.        |
| Datuk Seri Abdullah Ahmad Badawi      | Datuk Seri Abdullah Ahmad Badawi | Malezija                     | 2003.           | 2006.        |
|                                       | Fidel Castro                     | Kuba                         | 2006.           | 2008.        |
|                                       | Raúl Castro                      | Kuba                         | 2008.           | 2009.        |
| Hosni Mubarak                         | Hosni Mubarak                    | Egipat                       | 2009.           | 2011.        |
| Mohamed Hussein Tantawi               | Mohamed Hussein Tantawi          | Egipat                       | 2011.           | 2012.        |
| Mohamed Morsi                         | Mohamed Morsi                    | Egipat                       | 2012.           | 2012.        |
| Mahmoud Ahmadinejad                   | Mahmoud Ahmadinejad              | Iran                         | 2012.           | 2013.        |
| Hassan Rouhani                        | Hassan Rouhani                   | Iran                         | 2013.           | 2016.        |
| Nicolás Maduro                        | Nicolás Maduro                   | Venezuela                    | 2016.           | 2019.        |
| İlham Əliyev                          | İlham Əliyev                     | Azerbajdžan                  | 2019.           | trenutačno   |

## Vanjske poveznice
- Službeno mrežno mjesto XVI. zasjedanja Pokreta nesvrstanih,  Arhivirana inačica izvorne stranice od 2. rujna 2012. (Wayback Machine)
- Mrežno mjesto Instituta za studije o nesvrstavanju.  Arhivirana inačica izvorne stranice od 8. listopada 2019. (Wayback Machine)